# سوزان جيمس
سوزان جيمس (بالإنجليزية: Susan Saint James)‏ (و. 1946 – م) هي ممثلة، وممثلة أفلام، وممثلة تلفزيونية، من الولايات المتحدة الأمريكية، ولدت في لوس أنجلوس.

## جوائز
حصلت على جوائز منها:
- عضوة قاعة مشاهير النساء في كونيتيكت [الإنجليزية]‏.

## وصلات خارجية
- سوزان جيمس على موقع IMDb (الإنجليزية)
- سوزان جيمس على موقع ألو سيني (الفرنسية)
- سوزان جيمس على موقع أول موفي (الإنجليزية)
- سوزان جيمس على موقع قاعدة بيانات الأفلام السويدية (السويدية)
- سوزان جيمس على موقع إن إن دي بي (الإنجليزية)
- سوزان جيمس على موقع قاعدة بيانات الفيلم (الإنجليزية)
- سوزان جيمس على موقع كينوبويسك (الروسية)